# Inhumas
Inhumas is een gemeente in de Braziliaanse deelstaat Goiás. De gemeente telt 46.786 inwoners (schatting 2009).